# Dyskografia Roda Stewarta
Dyskografia angielskiego piosenkarza rockowego, gitarzysty oraz byłego wokalisty zespołu The Faces Roda Stewarta.

## Albumy

### Albumy studyjne
| Rok  | Album                                                         | Pozycja na listach | Pozycja na listach | Certyfikaty                                                                                     |
| Rok  | Album                                                         | UK                 | US                 | Certyfikaty                                                                                     |
| ---- | ------------------------------------------------------------- | ------------------ | ------------------ | ----------------------------------------------------------------------------------------------- |
| 1969 | An Old Raincoat Won't Ever Let You Down                       | –                  | 139                | - CAN: złota płyta                                                                              |
| 1970 | Gasoline Alley                                                | 62                 | 27                 | - CAN: platynowa płyta                                                                          |
| 1971 | Every Picture Tells a Story                                   | 1                  | 1                  | - CAN: platynowa płyta                                                                          |
| 1972 | Never a Dull Moment                                           | 1                  | 2                  | - CAN: złota płyta                                                                              |
| 1974 | Smiler                                                        | 1                  | 13                 | - UK: platynowa płyta - CAN: złota płyta                                                        |
| 1975 | Atlantic Crossing                                             | 1                  | 9                  | - UK: platynowa płyta - CAN: 4× platynowa płyta - US: złota płyta                               |
| 1976 | A Night on the Town                                           | 1                  | 2                  | - UK: platynowa płyta - CAN: 2× platynowa płyta - US: 2× platynowa płyta                        |
| 1977 | Foot Loose & Fancy Free                                       | 3                  | 2                  | - UK: platynowa płyta - CAN: 4× platynowa płyta - US: 3× platynowa płyta                        |
| 1978 | Blondes Have More Fun                                         | 3                  | 1                  | - UK: platynowa płyta - CAN: 3× platynowa płyta - US: 3× platynowa płyta                        |
| 1980 | Foolish Behaviour                                             | 4                  | 12                 | - UK: platynowa płyta - CAN: platynowa płyta - US: platynowa płyta                              |
| 1981 | Tonight I’m Yours                                             | 8                  | 11                 | - UK: złota płyta - CAN: złota płyta - US: platynowa płyta                                      |
| 1983 | Body Wishes                                                   | 5                  | 30                 | - UK: złota płyta - CAN: złota płyta                                                            |
| 1984 | Camouflage                                                    | 8                  | 18                 | - UK: srebrna płyta - CAN: 2× platynowa płyta - US: złota płyta                                 |
| 1986 | Every Beat of My Heart                                        | 5                  | 28                 | - UK: złota płyta - CAN: złota płyta                                                            |
| 1988 | Out of Order                                                  | 11                 | 20                 | - UK: złota płyta - CAN: 5× platynowa płyta - US: 2× platynowa płyta                            |
| 1991 | Vagabond Heart                                                | 2                  | 10                 | - UK: platynowa płyta - CAN: 3× platynowa płyta - US: platynowa płyta                           |
| 1995 | A Spanner in the Works                                        | 4                  | 35                 | - UK: złota płyta - CAN: platynowa płyta - US: złota płyta                                      |
| 1998 | When We Were the New Boys                                     | 2                  | 44                 | - UK: złota płyta - CAN: złota płyta                                                            |
| 2001 | Human                                                         | 9                  | 50                 | - UK: złota płyta - CAN: złota płyta                                                            |
| 2002 | It Had to Be You: The Great American Songbook                 | 8                  | 4                  | - UK: platynowa płyta - CAN: 3× platynowa płyta - US: 3× platynowa płyta - POL: platynowa płyta |
| 2003 | As Time Goes By: The Great American Songbook, Volume II       | 4                  | 2                  | - UK: platynowa płyta - CAN: 2× platynowa płyta - US: 2× platynowa płyta - POL: platynowa płyta |
| 2004 | Stardust: The Great American Songbook, Volume III             | 3                  | 1                  | - UK: platynowa płyta - CAN: platynowa płyta - US: platynowa płyta - POL: złota płyta           |
| 2005 | Thanks for the Memory: The Great American Songbook, Volume IV | 3                  | 2                  | - UK: platynowa płyta - CAN: platynowa płyta - US: platynowa płyta - POL: złota płyta           |
| 2006 | Still the Same: Great Rock Classics of Our Time               | 4                  | 1                  | - UK: złota płyta - CAN: złota płyta - US: złota płyta - POL: złota płyta                       |
| 2009 | Soulbook                                                      | 9                  | 4                  | - CAN: platynowa płyta - POL: złota płyta                                                       |
| 2010 | Once in a Blue Moon: The Lost Album                           | –                  | –                  |                                                                                                 |
| 2010 | Fly Me to the Moon...The Great American Songbook Volume V     | 5                  | 4                  | - UK: złota płyta - POL: platynowa płyta                                                        |
| 2012 | Merry Christmas, Baby                                         | 2                  | 3                  | - POL: złota płyta                                                                              |
| 2013 | Time                                                          | 1                  | 7                  |                                                                                                 |
| 2015 | Another Country                                               | 2                  | 20                 |                                                                                                 |
| 2018 | Blood Red Roses                                               | 1                  | 62                 |                                                                                                 |
| 2021 | The Tears of Hercules                                         | 5                  | -                  |                                                                                                 |
| 2024 | Swing Fever (oraz Jools Holland)                              |                    |                    |                                                                                                 |

### Albumy koncertowe
| Rok  | Album                                  | Pozycja na listach | Pozycja na listach | Certyfikaty        | Certyfikaty        |
| Rok  | Album                                  | UK Albums          | US 200             | U.S.               | CAN                |
| ---- | -------------------------------------- | ------------------ | ------------------ | ------------------ | ------------------ |
| 1974 | Coast to Coast: Overture and Beginners | 3                  | 63                 |                    |                    |
| 1982 | Absolutely Live                        | 35                 | 46                 | złota płyta        | platynowa płyta    |
| 1993 | Unplugged...and Seated                 | 2                  | 2                  | 3x platynowa płyta | 3x platynowa płyta |

### Albumy kompilacyjne
| Rok  | Album | Pozycje na listach | Pozycje na listach | Certyfikaty        | Certyfikaty        |
| Rok  | Album | UK Albums          | US 200             | U.S.               | CAN                |
| ---- | --- | ------------------ | ------------------ | ------------------ | ------------------ |
| 1973 | Sing It Again Rod | 1                  | 31                 | złota płyta        | platynowa płyta    |
| 1976 | The Best of Rod Stewart | 18                 | 90                 | złota płyta        | platynowa płyta    |
| 1979 | Greatest Hits, Vol. 1 | 1                  | 22                 | 3x platynowa płyta | 2x platynowa płyta |
| 1989 | The Best of Rod Stewart | 3                  | –                  |                    |                    |
| 1989 | Storyteller - The Complete Anthology: 1964-1990                                                                                    | –                  | 54                 | 2x platynowa płyta | złota płyta        |
| 1990 | Downtown Train - Selections from the Storyteller Anthology                                                                         | –                  | 20                 | 2x platynowa płyta | 2x platynowa płyta |
| 1992 | The Mercury Years 1969-1974 | –                  | –                  |                    |                    |
| 1993 | Lead Vocalist | 3                  | –                  |                    |                    |
| 1996 | If We Fall In Love Tonight | 8                  | 19                 | platynowa płyta    | 3x platynowa płyta |
| 2001 | The Story So Far – The Very Best Of Rod Stewart                                                                                    | 7                  | 40                 |                    | 3x platynowa płyta |
| 2003 | Encore: The Very Best Of – Vol. 2                                                                                                  | –                  | 66                 |                    |                    |
| 2003 | Changing Faces – The Very Best Of Rod Stewart & The Faces: The Definitive Collection 1969-1974 Credited to Rod Stewart & The Faces | 13                 | –                  |                    |                    |
| 2005 | Gold | 126                | –                  |                    |                    |
| 2006 | The Very Best Of Rod Stewart | 160                | –                  |                    |                    |
| 2007 | The Seventies Collection | 20                 | –                  |                    |                    |
| 2007 | The Complete American Songbook – Volumes I,II,III & IV                                                                             | 14                 | –                  |                    | 3x platynowa płyta |
| 2008 | Some Guys Have All The Luck / The Definitive Rod Stewart                                                                           | 19                 | 53                 |                    | platynowa płyta    |
| 2009 | The Rod Stewart Sessions 1971-1998                                                                                                 | –                  | –                  |                    |                    |

## Single
| Rok  | Singiel                                                     | Pozycje na listach | Pozycje na listach | Pozycje na listach | Pozycje na listach | Pozycje na listach | Pozycje na listach | Pozycje na listach | Pozycje na listach | Pozycje na listach | Certyfikaty     | Album                                   |
| Rok  | Singiel                                                     | UK                 | US                 | US AC              | GER                | IRE                | NL                 | NZ                 | SWE                | SWI                | U.S.            | Album                                   |
| ---- | ----------------------------------------------------------- | ------------------ | ------------------ | ------------------ | ------------------ | ------------------ | ------------------ | ------------------ | ------------------ | ------------------ | --------------- | --------------------------------------- |
| 1969 | "Street Fighting Man"                                       | –                  | –                  | –                  | –                  | –                  | –                  | –                  | –                  | –                  |                 | An Old Raincoat Won't Ever Let You Down |
| 1970 | "It's All Over Now"                                         | –                  | 126                | –                  | –                  | –                  | –                  | –                  | –                  | –                  |                 | Gasoline Alley                          |
| 1971 | "Reason to Believe"                                         | 19                 | 62                 | –                  | –                  | –                  | –                  | –                  | –                  | –                  |                 | Every Picture Tells a Story             |
| 1971 | "Maggie May" / "Reason to Believe"                          | 1                  | 1                  | –                  | 11                 | 2                  | 3                  | –                  | –                  | 5                  | złota płyta     | Every Picture Tells a Story             |
| 1971 | "(I Know) I'm Losing You"                                   | –                  | 24                 | –                  | 41                 | –                  | 14                 | –                  | –                  | –                  |                 | Every Picture Tells a Story             |
| 1971 | "Dirty Old Town"                                            | –                  | –                  | –                  | –                  | –                  | –                  | –                  | –                  | –                  |                 | An Old Raincoat Won't Ever Let You Down |
| 1972 | "Handbags and Gladrags"                                     | –                  | 42                 | –                  | –                  | –                  | –                  | –                  | –                  | –                  |                 | An Old Raincoat Won't Ever Let You Down |
| 1972 | "You Wear It Well"                                          | 1                  | 13                 | –                  | 35                 | 2                  | –                  | –                  | –                  | –                  |                 | Never a Dull Moment                     |
| 1972 | "In a Broken Dream"                                         | 3                  | –                  | –                  | –                  | –                  | –                  | –                  | –                  | –                  |                 | In a Broken Dream                       |
| 1972 | "Angel"                                                     | 4                  | 40                 | –                  | –                  | 11                 | –                  | –                  | –                  | –                  |                 | Never a Dull Moment                     |
| 1972 | "What's Made Milwaukee Famous (Has Made a Loser Out of Me)" | 4                  | –                  | –                  | –                  | 11                 | –                  | –                  | –                  | –                  |                 | Never a Dull Moment                     |
| 1973 | "I've Been Drinking" (z Jeff Beck Group)                    | 27                 | –                  | –                  | –                  | –                  | –                  | –                  | –                  | –                  |                 | non-album single                        |
| 1973 | "Twistin' the Night Away"                                   | –                  | 59                 | –                  | –                  | –                  | –                  | –                  | –                  | –                  |                 | Never a Dull Moment                     |
| 1973 | "Oh! No Not My Baby"                                        | 6                  | 59                 | –                  | –                  | 8                  | –                  | –                  | –                  | –                  |                 | non-album single                        |
| 1974 | "Farewell"                                                  | 7                  | –                  | –                  | –                  | 11                 | –                  | –                  | –                  | –                  |                 | Smiler                                  |
| 1974 | "Mine for Me"                                               | –                  | 91                 | –                  | –                  | –                  | –                  | –                  | –                  | –                  |                 | Smiler                                  |
| 1974 | "You Can Make Me Dance, Sing or Anything"                   | 12                 | –                  | –                  | –                  | –                  | –                  | –                  | –                  | –                  |                 | Snakes and Ladders                      |
| 1975 | "Sailing"                                                   | 1                  | 58                 | –                  | 4                  | 1                  | 1                  | 3                  | 13                 | 2                  |                 | Atlantic Crossing                       |
| 1975 | "This Old Heart of Mine"                                    | 4                  | 83                 | –                  | 41                 | 3                  | –                  | –                  | –                  | –                  |                 | Atlantic Crossing                       |
| 1976 | "Tonight's the Night (Gonna Be Alright)"                    | 5                  | 1                  | 42                 | 26                 | 6                  | 5                  | 2                  | 7                  | –                  | złota płyta     | A Night on the Town                     |
| 1976 | "The Killing of Georgie (Part I and II)"                    | 2                  | 30                 | –                  | 36                 | –                  | 25                 | –                  | –                  | –                  |                 | A Night on the Town                     |
| 1976 | "Get Back"                                                  | 11                 | –                  | –                  | 39                 | –                  | –                  | 23                 | 10                 | –                  |                 | All This and World War II [Soundtrack]  |
| 1976 | "Maggie May"                                                | 31                 | –                  | –                  | –                  | 13                 | –                  | –                  | –                  | –                  |                 | The Best of Rod Stewart                 |
| 1977 | "I Don't Want to Talk About It"                             | 1                  | 46                 | –                  | 44                 | 4                  | 3                  | 2                  | –                  | –                  |                 | Atlantic Crossing                       |
| 1977 | "The First Cut Is the Deepest" 6                            | 1                  | 21                 | –                  | 44                 | 4                  | 3                  | 21                 | –                  | –                  |                 | A Night on the Town                     |
| 1977 | "You're in My Heart (The Final Acclaim)"                    | 3                  | 4                  | 17                 | –                  | 2                  | 8                  | 2                  | –                  | –                  | złota płyta     | Foot Loose & Fancy Free                 |
| 1977 | "You're Insane"                                             | –                  | –                  | –                  | –                  | –                  | –                  | –                  | –                  | –                  |                 | Foot Loose & Fancy Free                 |
| 1978 | "Hot Legs"                                                  | 5                  | 28                 | –                  | 34                 | 4                  | 18                 | 31                 | –                  | –                  |                 | Foot Loose & Fancy Free                 |
| 1978 | "I Was Only Joking"                                         | 5                  | 22                 | 31                 | 34                 | 4                  | 18                 | 35                 | –                  | –                  |                 | Foot Loose & Fancy Free                 |
| 1978 | "Ole Ola (Mulher Brasileira)"                               | 4                  | –                  | –                  | –                  | –                  | –                  | –                  | –                  | –                  |                 | non-album single                        |
| 1978 | "Da Ya Think I'm Sexy?"                                     | 1                  | 1                  | –                  | 9                  | 5                  | 6                  | 2                  | 11                 | 8                  | platynowa płyta | Blondes Have More Fun                   |
| 1979 | "Ain't Love a Bitch"                                        | 11                 | 22                 | –                  | –                  | 5                  | 29                 | –                  | –                  | –                  |                 | Blondes Have More Fun                   |
| 1979 | "Blondes Have More Fun"                                     | 63                 | –                  | –                  | –                  | 23                 | –                  | –                  | –                  | –                  |                 | Blondes Have More Fun                   |

### 1980-1989
| Rok  | Singiel                                             | Pozycje na listach | Pozycje na listach | Pozycje na listach | Pozycje na listach | Pozycje na listach | Pozycje na listach | Pozycje na listach | Pozycje na listach | Pozycje na listach | Pozycje na listach | Album                                                |
| Rok  | Singiel                                             | UK                 | US                 | US AC              | US Rock            | GER                | IRE                | NL                 | NZ                 | SWE                | SWI                | Album                                                |
| ---- | --------------------------------------------------- | ------------------ | ------------------ | ------------------ | ------------------ | ------------------ | ------------------ | ------------------ | ------------------ | ------------------ | ------------------ | ---------------------------------------------------- |
| 1980 | "(If Loving You Is Wrong) I Don't Want to Be Right" | 23                 | –                  | –                  | –                  | –                  | –                  | –                  | –                  | –                  | –                  | Foot Loose & Fancy Free                              |
| 1980 | "Passion"                                           | 17                 | 5                  | –                  | –                  | 13                 | 16                 | 5                  | 7                  | 5                  | 4                  | Foolish Behaviour                                    |
| 1980 | "My Girl"                                           | 32                 | –                  | –                  | –                  | –                  | 21                 | 41                 | 42                 | –                  | –                  | Foolish Behaviour                                    |
| 1981 | "Somebody Special"                                  | –                  | 71                 | –                  | –                  | –                  | –                  | –                  | –                  | –                  | –                  | Foolish Behaviour                                    |
| 1981 | "Gi' Me Wings"                                      | –                  | –                  | –                  | 45                 | –                  | –                  | –                  | –                  | –                  | –                  | Foolish Behaviour                                    |
| 1981 | "Oh God, I Wish I Was Home Tonight"                 | –                  | –                  | –                  | –                  | 74                 | –                  | –                  | –                  | –                  | –                  | Foolish Behaviour                                    |
| 1981 | "Tonight I'm Yours (Don't Hurt Me)"                 | 8                  | 20                 | –                  | 29                 | 50                 | 8                  | 16                 | –                  | 10                 | 9                  | Tonight I'm Yours                                    |
| 1981 | "Young Turks"                                       | 11                 | 5                  | –                  | 23                 | 30                 | 9                  | 14                 | 19                 | –                  | –                  | Tonight I'm Yours                                    |
| 1982 | "How Long?"                                         | 41                 | 49                 | –                  | –                  | –                  | 26                 | –                  | –                  | –                  | –                  | Tonight I'm Yours                                    |
| 1982 | "Jealous"                                           | –                  | –                  | –                  | 44                 | –                  | –                  | –                  | –                  | –                  | –                  | Tonight I'm Yours                                    |
| 1982 | "Just Like A Woman"                                 | –                  | –                  | –                  | –                  | –                  | –                  | –                  | –                  | –                  | –                  | Tonight I'm Yours                                    |
| 1982 | "Tora, Tora, Tora (Out with the Boys)"              | –                  | –                  | –                  | 38                 | –                  | –                  | –                  | –                  | –                  | –                  | Tonight I'm Yours                                    |
| 1982 | "The Great Pretender"                               | –                  | –                  | –                  | –                  | –                  | –                  | –                  | –                  | –                  | –                  | Absolutely Live                                      |
| 1982 | "Guess I'll Always Love You"                        | –                  | –                  | –                  | –                  | –                  | –                  | –                  | –                  | –                  | –                  | Absolutely Live                                      |
| 1982 | "I Don't Want to Talk About It"                     | –                  | –                  | –                  | –                  | –                  | –                  | –                  | –                  | –                  | –                  | Absolutely Live                                      |
| 1983 | "Baby Jane"                                         | 1                  | 14                 | –                  | –                  | 1                  | 1                  | 9                  | 14                 | 3                  | 2                  | Body Wishes                                          |
| 1983 | "What Am I Gonna Do (I'm So in Love with You)"      | 3                  | 35                 | –                  | –                  | 9                  | 2                  | 31                 | –                  | –                  | 3                  | Body Wishes                                          |
| 1983 | "Sweet Surrender"                                   | 23                 | –                  | –                  | –                  | 42                 | 14                 | –                  | –                  | –                  | 21                 | Body Wishes                                          |
| 1983 | "That's What Friends Are For"                       | –                  | –                  | –                  | –                  | –                  | –                  | –                  | –                  | –                  | –                  | Night Shift Soundtrack                               |
| 1984 | "Infatuation"                                       | 27                 | 6                  | –                  | 5                  | 27                 | 12                 | 36                 | –                  | 13                 | 16                 | Camouflage                                           |
| 1984 | "Some Guys Have All the Luck"                       | 15                 | 10                 | 32                 | 27                 | 58                 | 11                 | –                  | –                  | –                  | –                  | Camouflage                                           |
| 1984 | "All Right Now"                                     | –                  | 72                 | –                  | –                  | –                  | –                  | –                  | –                  | –                  | –                  | Camouflage                                           |
| 1984 | "Trouble"                                           | 95                 | –                  | –                  | –                  | –                  | –                  | –                  | –                  | –                  | –                  | Camouflage                                           |
| 1985 | "People Get Ready"                                  | 81                 | 48                 | –                  | 5                  | –                  | –                  | –                  | 35                 | 15                 | 24                 | Flash (Jeff Beck album)                              |
| 1986 | "Love Touch"                                        | 27                 | 6                  | –                  | 26                 | 14                 | 8                  | –                  | 17                 | 11                 | 13                 | Every Beat of My Heart                               |
| 1986 | "Every Beat of My Heart"                            | 2                  | 83                 | –                  | –                  | 14                 | 2                  | 11                 | 32                 | –                  | 11                 | Every Beat of My Heart                               |
| 1986 | "Another Heartache"                                 | 54                 | 52                 | –                  | 45                 | –                  | 24                 | –                  | –                  | –                  | –                  | Every Beat of My Heart                               |
| 1986 | "A Night Like This"                                 | –                  | –                  | –                  | –                  | –                  | –                  | –                  | –                  | –                  | –                  | Every Beat of My Heart                               |
| 1987 | "In My Life"                                        | 80                 | –                  | –                  | –                  | –                  | –                  | –                  | –                  | –                  | –                  | Every Beat of My Heart                               |
| 1987 | "Twistin' the Night Away"                           | –                  | 80                 | –                  | –                  | –                  | –                  | –                  | –                  | –                  | –                  | Innerspace Soundtrack                                |
| 1988 | "Lost in You"                                       | 21                 | 12                 | –                  | 3                  | 25                 | 14                 | 34                 | –                  | –                  | 30                 | Out of Order                                         |
| 1988 | "Forever Young"                                     | 57                 | 12                 | 3                  | 13                 | –                  | –                  | –                  | 46                 | –                  | –                  | Out of Order                                         |
| 1988 | "My Heart Can't Tell You No"                        | 49                 | 4                  | 3                  | 50                 | –                  | –                  | –                  | –                  | –                  | –                  | Out of Order                                         |
| 1989 | "Crazy About Her"                                   | –                  | 11                 | –                  | –                  | 60                 | –                  | 10                 | –                  | –                  | –                  | Out of Order                                         |
| 1989 | "Dynamite"                                          | –                  | –                  | –                  | 16                 | –                  | –                  | –                  | –                  | –                  | –                  | Out of Order                                         |
| 1989 | "This Old Heart of Mine)"                           | 51                 | 10                 | 1                  | –                  | 51                 | 25                 | 49                 | –                  | –                  | –                  | Storyteller / The Best of Rod Stewart (1989 version) |
| 1989 | "Downtown Train"                                    | 10                 | 3                  | 1                  | 1                  | 39                 | 13                 | 42                 | 30                 | –                  | –                  | Storyteller / The Best of Rod Stewart (1989 version) |

### 1990-1999
| Rok  | Singiel                                              | Pozycje na listach | Pozycje na listach | Pozycje na listach | Pozycje na listach | Pozycje na listach | Pozycje na listach | Pozycje na listach | Pozycje na listach | Pozycje na listach | Pozycje na listach | Certyfikaty     | Album                                                         |
| Rok  | Singiel                                              | UK                 | US                 | US AC              | US Rock            | GER                | IRE                | NL                 | NZ                 | SWE                | SWI                | U.S.            | Album                                                         |
| ---- | ---------------------------------------------------- | ------------------ | ------------------ | ------------------ | ------------------ | ------------------ | ------------------ | ------------------ | ------------------ | ------------------ | ------------------ | --------------- | ------------------------------------------------------------- |
| 1990 | "I Don't Want to Talk About It"                      | –                  | –                  | 2                  | –                  | –                  | –                  | –                  | –                  | –                  | –                  |                 | Storyteller                                                   |
| 1990 | "It Takes Two" (z Tiną Turner)                       | 5                  | –                  | –                  | –                  | 22                 | 4                  | 3                  | 19                 | 11                 | 10                 |                 | Vagabond Heart                                                |
| 1991 | "Rhythm of My Heart"                                 | 3                  | 5                  | 2                  | 13                 | 4                  | 1                  | 21                 | 6                  | 17                 | 9                  |                 | Vagabond Heart                                                |
| 1991 | "The Motown Song"                                    | 10                 | 10                 | 3                  | –                  | 21                 | 2                  | –                  | 23                 | 11                 | –                  |                 | Vagabond Heart                                                |
| 1991 | "Broken Arrow"                                       | 54                 | 20                 | 3                  | –                  | 71                 | 21                 | –                  | 26                 | –                  | –                  |                 | Vagabond Heart                                                |
| 1991 | "Rebel Heart"                                        | –                  | –                  | –                  | 17                 | –                  | –                  | –                  | –                  | –                  | –                  |                 | Vagabond Heart                                                |
| 1991 | "You Are Everything"                                 | –                  | –                  | –                  | –                  | –                  | –                  | –                  | –                  | –                  | –                  |                 | Vagabond Heart                                                |
| 1991 | "My Town"                                            | 34                 | –                  | –                  | –                  | –                  | –                  | –                  | –                  | –                  | –                  |                 | Simple Mission                                                |
| 1992 | "People Get Ready" (z Jeffem Beckiem) (1992 version) | 49                 | –                  | –                  | –                  | –                  | –                  | –                  | –                  | –                  | –                  |                 | Storyteller                                                   |
| 1992 | "Your Song"                                          | 41                 | 48                 | 6                  | –                  | –                  | –                  | 60                 | –                  | –                  | –                  |                 | Two Rooms: Celebrating the Songs of Elton John & Bernie Taupi |
| 1992 | "Broken Arrow"                                       | 41                 | –                  | –                  | –                  | –                  | –                  | 60                 | –                  | –                  | –                  |                 | Vagabond Heart                                                |
| 1992 | "Tom Traubert's Blues (Waltzing Mathilda)"           | 6                  | –                  | –                  | –                  | 18                 | 4                  | 4                  | 40                 | 39                 | 9                  |                 | Lead Vocalist                                                 |
| 1993 | "Ruby Tuesday"                                       | 11                 | –                  | –                  | –                  | 57                 | 19                 | 21                 | –                  | –                  | –                  |                 | Lead Vocalist                                                 |
| 1993 | "Shotgun Wedding"                                    | 21                 | –                  | –                  | –                  | –                  | –                  | –                  | –                  | –                  | –                  |                 | Lead Vocalist                                                 |
| 1993 | "Have I Told You Lately" (live)                      | 5                  | 5                  | 1                  | –                  | 59                 | 13                 | –                  | 41                 | 39                 | –                  | złota płyta     | Unplugged...and Seated                                        |
| 1993 | "Reason to Believe" (live)                           | 51                 | 19                 | 2                  | –                  | 79                 | –                  | –                  | –                  | –                  | –                  |                 | Unplugged...and Seated                                        |
| 1993 | "People Get Ready" (live)                            | 45                 | –                  | –                  | –                  | –                  | –                  | –                  | –                  | –                  | –                  |                 | Unplugged...and Seated                                        |
| 1993 | "Cut Across Shorty" (live)                           | –                  | –                  | –                  | 16                 | –                  | –                  | –                  | –                  | –                  | –                  |                 | Unplugged...and Seated                                        |
| 1993 | "All for Love" (z Bryanem Adamsem i Stingiem)        | 2                  | 1                  | –                  | –                  | 1                  | 1                  | 3                  | 5                  | 1                  | 1                  | platynowa płyta | The Three Musketeers Soundtrack                               |
| 1993 | "Having A Party" (live)                              | –                  | 36                 | 6                  | –                  | –                  | –                  | –                  | –                  | –                  | –                  |                 | Unplugged...and Seated                                        |
| 1995 | "You're the Star"                                    | 19                 | –                  | –                  | –                  | 53                 | –                  | –                  | 42                 | –                  | 30                 |                 | A Spanner in the Works                                        |
| 1995 | "Leave Virginia Alone"                               | –                  | 52                 | 10                 | –                  | –                  | –                  | –                  | –                  | –                  | –                  |                 | A Spanner in the Works                                        |
| 1995 | "Lady Luck"                                          | 56                 | –                  | –                  | –                  | 65                 | –                  | –                  | –                  | –                  | –                  |                 | A Spanner in the Works                                        |
| 1995 | "This"                                               | –                  | –                  | –                  | –                  | –                  | –                  | –                  | –                  | –                  | –                  |                 | A Spanner in the Works                                        |
| 1996 | "So Far Away"                                        | –                  | –                  | 2                  | –                  | 74                 | –                  | –                  | –                  | –                  | –                  |                 | Tapestry Revisited: A Tribute to Carole King                  |
| 1996 | "Purple Heather" (z The Scottish Euro '96 Squad)     | 16                 | –                  | –                  | –                  | –                  | –                  | –                  | –                  | –                  | –                  |                 | A Spanner in the Works                                        |
| 1996 | "If We Fall in Love Tonight"                         | 58                 | 54                 | 4                  | –                  | 70                 | –                  | –                  | –                  | –                  | –                  |                 | If We Fall in Love Tonight                                    |
| 1997 | "When I Need You"                                    | –                  | –                  | –                  | –                  | –                  | –                  | –                  | –                  | –                  | –                  |                 | If We Fall in Love Tonight                                    |
| 1997 | "Da Ya Think I'm Sexy?"                              | 7                  | –                  | –                  | –                  | 15                 | 10                 | 23                 | 1                  | 15                 | 21                 |                 | Happy Hour                                                    |
| 1998 | "Ooh La La"                                          | 16                 | 39                 | 3                  | –                  | 73                 | –                  | 92                 | –                  | –                  | –                  |                 | When We Were the New Boys                                     |
| 1998 | "Cigarettes and Alcohol"                             | –                  | –                  | –                  | 13                 | –                  | –                  | –                  | –                  | –                  | –                  |                 | When We Were the New Boys                                     |
| 1998 | "Rocks"                                              | 55                 | –                  | –                  | 31                 | –                  | –                  | –                  | –                  | –                  | –                  |                 | When We Were the New Boys                                     |
| 1998 | "When We Were the New Boys"                          | –                  | –                  | –                  | –                  | 75                 | –                  | –                  | –                  | –                  | –                  |                 | When We Were the New Boys                                     |
| 1998 | "Superstar"                                          | –                  | –                  | –                  | –                  | –                  | –                  | –                  | –                  | –                  | –                  |                 | When We Were the New Boys                                     |
| 1999 | "Faith of the Heart"                                 | 60                 | –                  | 3                  | –                  | –                  | –                  | 99                 | –                  | –                  | –                  |                 | Patch Adams Soundtrack                                        |

### 2000-
| Rok  | Singiel                                        | pozycja na listach | pozycja na listach | pozycja na listach | pozycja na listach | pozycja na listach | Certyfikaty | Album                                                        |
| Rok  | Singiel                                        | UK                 | US AC              | GER                | NL                 | NZ                 | Certyfikaty | Album                                                        |
| ---- | ---------------------------------------------- | ------------------ | ------------------ | ------------------ | ------------------ | ------------------ | ----------- | ------------------------------------------------------------ |
| 2000 | "Run Back Into Your Arms"                      | –                  | –                  | 74                 | –                  | –                  |             | Human                                                        |
| 2001 | "I Can't Deny It"                              | 26                 | 18                 | –                  | 90                 | 36                 |             | Human                                                        |
| 2001 | "Don't Come Around Here" (z Helicopter Girl)   | 79                 | 30                 | –                  | –                  | –                  |             | Human                                                        |
| 2002 | "These Foolish Things"                         | –                  | 13                 | –                  | –                  | –                  |             | It Had to Be You: the Great American Songbook                |
| 2003 | "They Can't Take That Away from Me"            | –                  | 27                 | –                  | –                  | –                  |             | It Had to Be You: the Great American Songbook                |
| 2003 | "Bewitched, Bothered and Bewildered" (z Cher)  | –                  | 17                 | –                  | –                  | –                  |             | As Time Goes By: the Great American Songbook Volume II       |
| 2003 | "Smile"                                        | –                  | –                  | –                  | –                  | –                  |             | As Time Goes By: the Great American Songbook Volume II       |
| 2003 | "I Only Have Eyes for You" (z Aną Belén)       | –                  | –                  | –                  | –                  | –                  |             | As Time Goes By: the Great American Songbook Volume II       |
| 2004 | "Time After Time"                              | –                  | 21                 | –                  | –                  | –                  |             | As Time Goes By: the Great American Songbook Volume II       |
| 2004 | "What a Wonderful World" (ze Steviem Wonderem) | –                  | 13                 | –                  | 85                 | –                  |             | Stardust: The Great American Songbook Volume III             |
| 2004 | "Baby, It's Cold Outside" (z Dolly Parton)     | –                  | 2                  | –                  | –                  | –                  |             | Stardust: The Great American Songbook Volume III             |
| 2004 | "Da Ya Think I'm Sexy?"                        | –                  | –                  | –                  | –                  | –                  |             | non-album single                                             |
| 2005 | "Blue Moon" (z Erikiem Claptonem)              | –                  | 23                 | –                  | –                  | –                  |             | Stardust: the Great American Songbook III                    |
| 2005 | "I've Got a Crush on You" (z Dianą Ross)       | –                  | 19                 | –                  | –                  | –                  |             | Thanks for the Memory: The Great American Songbook Volume IV |
| 2005 | "I've Got My Love to Keep Me Warm"             | –                  | 22                 | –                  | –                  | –                  |             | Thanks for the Memory: The Great American Songbook Volume IV |
| 2006 | "Have You Ever Seen the Rain?"                 | –                  | 6                  | –                  | –                  | –                  |             | Still the Same... Great Rock Classics of our Time            |
| 2007 | "Fooled Around and Fell in Love"               | –                  | 13                 | –                  | –                  | –                  |             | Still the Same... Great Rock Classics of our Time            |
| 2010 | "My Cherie Amour" (ze Stevie Wonderem)         | –                  | –                  | –                  | –                  | –                  |             | Soulbook                                                     |
| 2010 | "I've Got You Under My Skin"                   | –                  | –                  | –                  | –                  | –                  |             | Fly Me To The Moon... The Great American Songbook Volume V   |
| 2010 | Beyond the Sea"                                | –                  | –                  | –                  | –                  | –                  |             | Fly Me To The Moon... The Great American Songbook Volume V   |